# Milton Margai

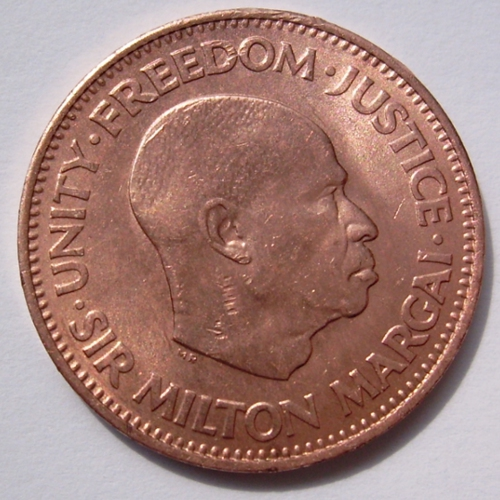
Half Cent-Münze mit Porträt von Milton Margai (1964)

Sir Milton Augustus Strieby Margai (* 7. Dezember 1895 in Gbangbatoke; † 28. April 1964 in Freetown) war Chief Minister des Britischen Protektorats Sierra Leone, Premierminister des Britischen Protektorats und erster Premierminister von Sierra Leone. Seine Amtszeit gilt als Zeit des Wohlstandes.

## Leben
Milton Margai wurde im Moyamba-Distrikt geboren und absolvierte die Newcastle Medical School in Großbritannien, ehe er 1928 nach Sierra Leone zurückkehrte. Gleich nach seiner Rückkehr nahm er eine Beschäftigung bei der Verwaltung des Protektorats auf. 1949 gründete er die Sierra Leone People’s Party (SLPP) zusammen mit Siaka Stevens, der 1951 die Wahlen gewann. Nachdem er Vorsitzender des Ministeriums für Gesundheit, Landwirtschaft und Forstwirtschaft war, wurde er 1954 zum Hauptminister ernannt. 1958 stellte sich sein Bruder Albert Margai bei internen Parteiwahlen gegen ihn. Albert Margai verzichtete jedoch auf den Parteivorsitz und gründete eine eigene Partei, die 1960 eine Koalition mit der SLPP einging.
In den nächsten zwei Jahren war Margai federführend bei der Ausarbeitung einer Verfassung. 1958 wurde er Premierminister. 1959 erhob ihn Elisabeth II. als Knight Bachelor („Sir“) in den Adelsstand. Mit der Unabhängigkeit am 27. April 1961 wurde Margai automatisch erster Premierminister des unabhängigen Sierra Leone. Die darauffolgenden Wahlen 1962 konnte er gewinnen. Margai starb 1964 in Freetown. Sein Nachfolger wurde sein Bruder Albert Margai.
Nach Margai wurde das Milton Margai College in Sierra Leone benannt.